# ÖBB 4061
Die Reihe ÖBB 4061 war eine vierachsige Elektrolokomotivreihe der Österreichischen Bundesbahnen (ÖBB), ab 1956 vom Werk Lokomotivfabrik Floridsdorf der SGP gebaut und ursprünglich als Gepäcktriebwagen in Dienst gestellt. Die Fahrzeuge dieser Reihe wurden im Laufe der Zeit markant verändert, so erfolgte nach einigen Jahren die Zuordnung zu den Lokomotiven und die Umzeichnung zur Reihe 1046.

## Geschichte

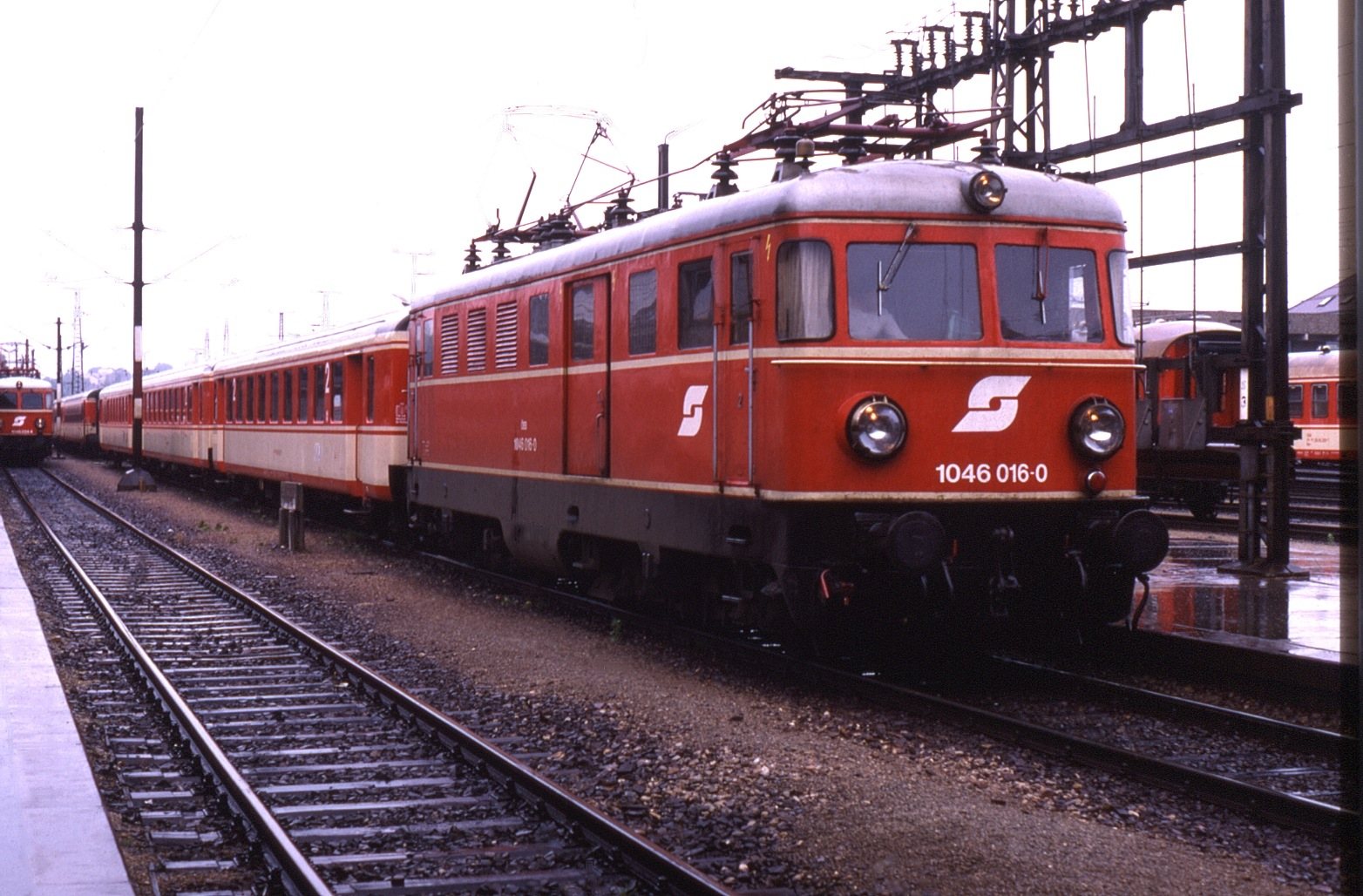
1046.016 im blutorangen Anstrich in St. Pölten (1988)

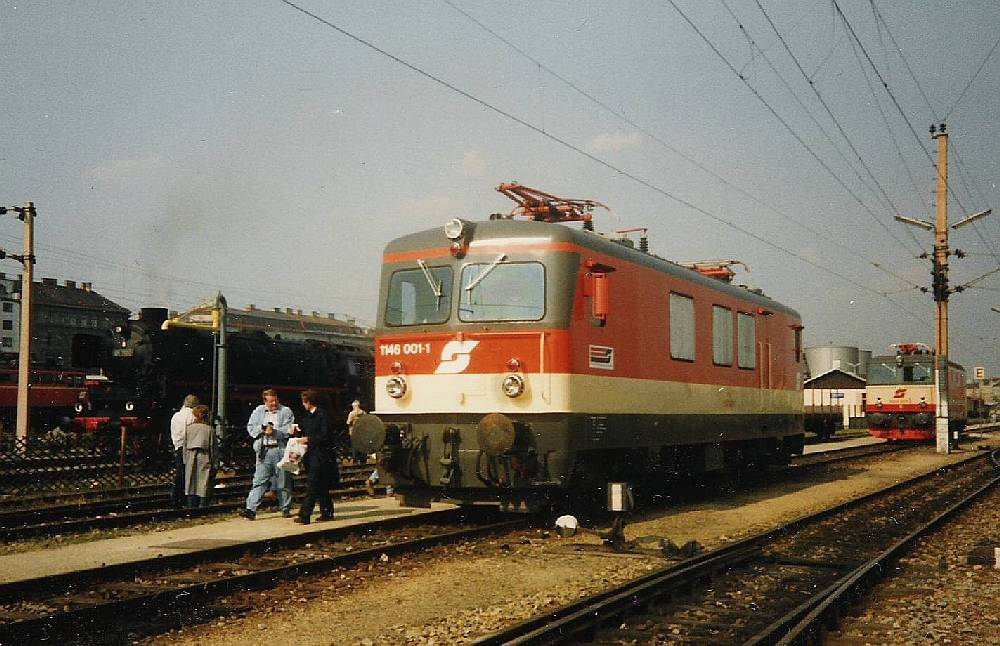
1146.001 auf dem Nordbahnhof (1987)

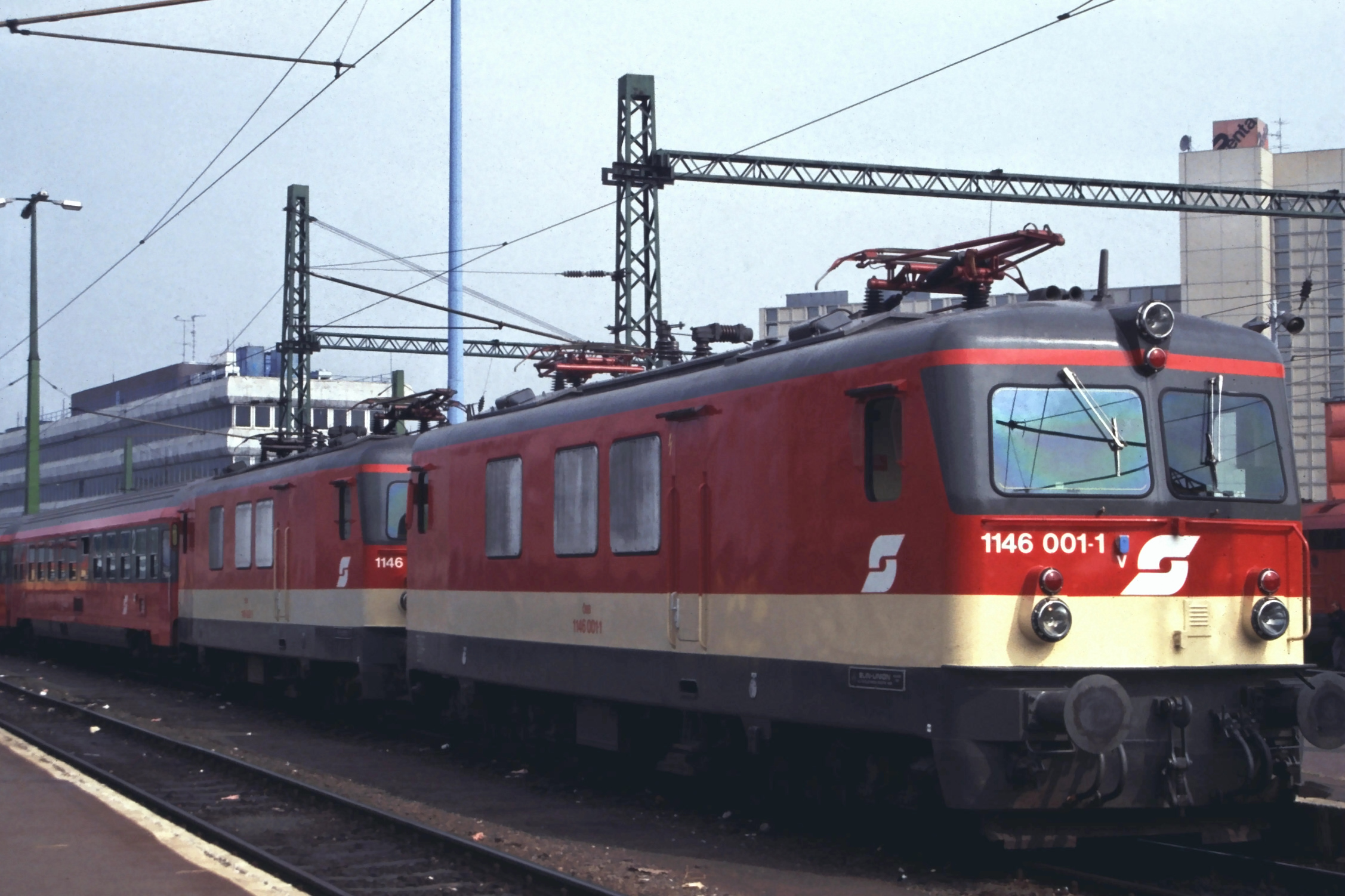
1146 in Doppeltraktion im Budapester Südbahnhof (1990)

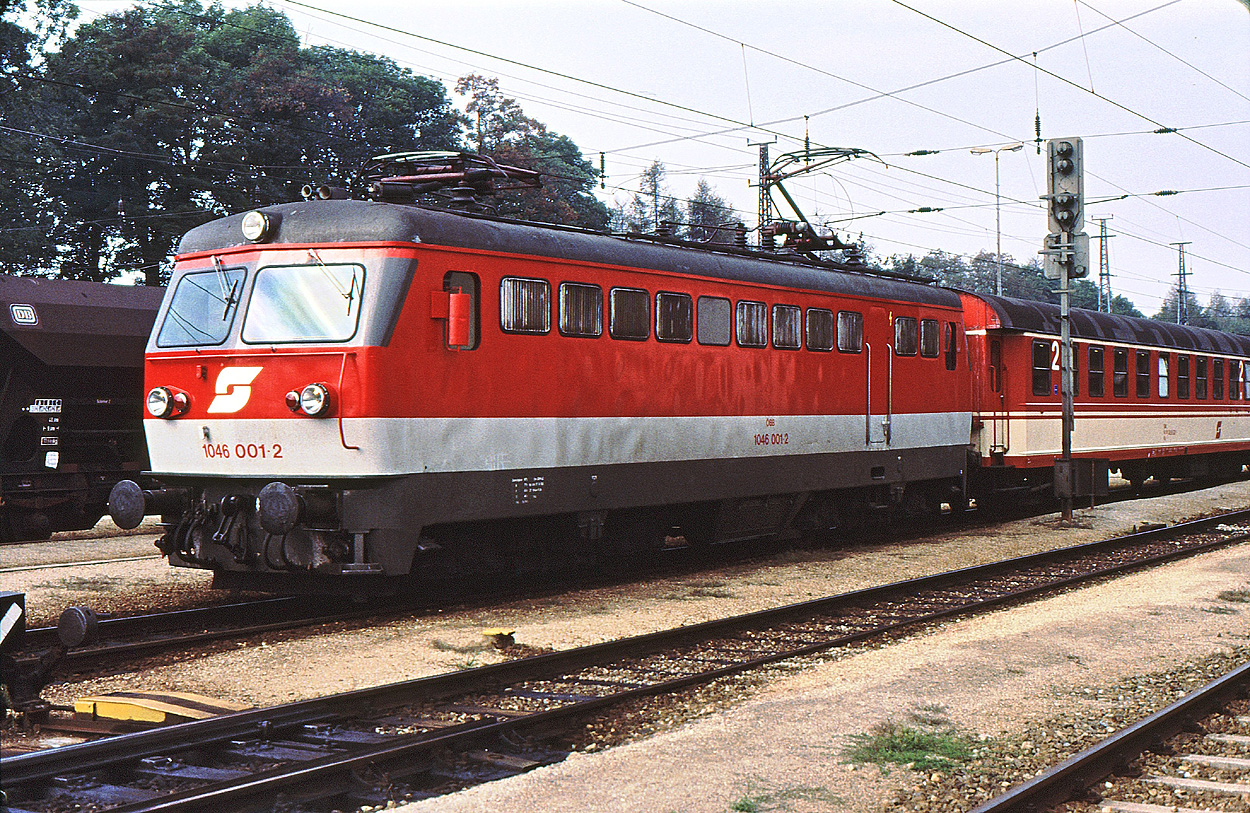
1046.001–2 (Umbauversion) mit einem Regionalzug im Bhf. Sigmundsherberg (1992)

Im Jahre 1956 wurde die erste Lokomotive ausgeliefert. Damals wurde sie als 4061 bezeichnet, was ihrem zugedachten Einsatzzweck als Gepäcktriebwagen entsprach: 40er-Nummern sind bei den ÖBB für Elektrotriebwagen vorgesehen. Das Fahrzeug war mit einem Gepäckabteil mit großen Schiebetüren und einem Zugführerabteil ausgestattet und für den Städteschnellverkehr auf Talstrecken konzipiert, wo man solcherart auf den Gepäckwagen verzichten konnte.
Die 4061.01 wurde im Dezember 1956 in Wien-West in Betrieb genommen. Die gesamte Reihe wurde in zwei Bauserien ausgeliefert, die sich geringfügig unterschieden. Die Fahrzeuge 4061.13 und 14 erhielten 1964 eine Indusi-Einrichtung (heute PZB), sie waren die ersten Fahrzeuge der ÖBB, die mit dieser Einrichtung ausgestattet waren. So ausgestattet, konnten sie den Schnellzug Mozart von Wien nach München befördern.
Im Mai 1976 wurden die Maschinen von 4061 auf 1046 umgezeichnet, indem die Metallziffern nur ummontiert wurden. Sie waren schon seit längerem nur als Lokomotiven verwendet worden, und so war diese Umzeichnung ein naheliegender Schritt.
1981 wurde der Firma ELIN die 1046.25 als Versuchsträger für eine künftige Zweifrequenz-Drehstromlok zur Verfügung gestellt. Da der Gepäckraum ausreichend Platz für den Einbau der technischen Einrichtungen bot, war sie für diese Versuche besonders geeignet.
Als Ergebnis dieser Versuche entstand 1986 durch Umbau der zwei Maschinen 1046.03 und 17 die Unterbaureihe 1146.001–002. Die alten Lokkästen wurden durch neue ersetzt, Rahmen, Laufwerke und Antriebe wurden beibehalten. Die Drehstromtechnik brachte eine Leistungssteigerung um 25 % gegenüber der 1046 und die Möglichkeit, unter den Stromsystemen 15 kV/16⅔ Hz sowie 25 kV/50 Hz zu fahren. Auch konnte die Höchstgeschwindigkeit auf 140 km/h gesteigert werden. Weiters haben diese Fahrzeuge als erste ÖBB-Lokomotiven eine Doppeltraktionssteuerung auf Basis der Zeitmultiplextechnik erhalten. Mit dieser Baureihe war ein Grundstein für die ÖBB-Reihe 1014/1114 gelegt, und die Erkenntnisse konnten auf diese Nachfolgebaureihe umgelegt werden.
Mit der Zweifrequenztechnik waren erstmals Loklangläufe nach Ungarn möglich. Die zwei 1146er waren meistens auf der Nordbahn beziehungsweise Ostbahn anzutreffen. Sie führten auf der Nordbahn die Züge EC 8/9 Antonín Dvořák und EC 172/173 Vindobona bis ins tschechische Břeclav. Auf der Ostbahn zogen sie die Züge EC 24/25 Franz Liszt und EC 41/42 Lehár nach Budapest.
Bei den restlichen Maschinen der Reihe 1046 wurde der Erhaltungszustand immer schlechter, und da der Bedarf an Triebfahrzeugen stieg, wurde 1987 mit einer groß angelegten Umbauaktion begonnen. Der Lokkasten wurde komplett neu aufgebaut, das Gepäckabteil entfiel, und der damit gewonnene Platz konnte jetzt besser für die maschinentechnischen Anlagen verwendet werden. Auch wurden die Führerstände verlängert. Es wurden Bauteile neuerer Lokgenerationen verwendet, um die Ersatzteilhaltung zu reduzieren und den Umbau wirtschaftlicher zu gestalten. 1994 endete das Umbauprogramm nach 13 umgebauten Maschinen. Dies waren die 1046.001, 005–009, 012, 016, 019, 021–024.
1993 wurden die sieben verbliebenen Lokomotiven mit Altbaukasten, 1046.002, 004, 013–015, 018 und 020, abgestellt. Die 1046.013 blieb erhalten, wurde in der ÖBB-Hauptwerkstätte Floridsdorf restauriert, grün lackiert und als Gepäcktriebwagen unter der originalen Betriebsnummer 4061.13 vor Nostalgiezügen eingesetzt. Sie steht heute beim Verein „Club 1018“ für Sonderfahrten im Einsatz, die zur Finanzierung der Aufarbeitung der dem Verein namensgebenden ÖBB-Maschine 1018.05 veranstaltet werden.
1998 wurden die beiden Zweisystemloks 1146 ausgemustert.
1146.002 wurde am 5. November 1998 von Linz zum Bahnhof Wulkaprodersdorf überstellt, wo sie als stationäre Vorheizanlage aufgestellt wurde. Die Stromabnehmer sowie die Scheinwerfer wurden entfernt und die entsprechenden Öffnungen verblecht. Vorerst behielt das Fahrzeug seine ursprüngliche Lackierung samt Betriebsnummer, da es weiterhin der ÖBB gehörte und im Gegenzug die GySEV den Bahnstrom gratis zur Verfügung stellte. Später erfolgte die Übernahme und Umlackierung der Lok in grün-gelb, welche mit der Betriebsnummer 011.37 versehen wurde. Im Jahr 2014 erfolgte die Verschrottung.
2003 wurden die letzten Exemplare der Baureihe 1046 ausgemustert.
Die 1046.001 wurde an die Österreichische Gesellschaft für Eisenbahngeschichte abgegeben und ist betriebsfähig. Erhalten sind außerdem die nicht betriebsfähigen 1046.07 und 1046.20, die noch den alten Lokkasten hat. 1046 005, 016 und 019 stehen in Strasshof. Die an die Centralbahn nach Deutschland verkauften 1046 022 und 024 wurden inzwischen verschrottet. Letztere ist auch im Einsatz gewesen.

## Konstruktive Merkmale
Die Lokomotiven waren mit einem Sécheron-Lamellen-Antrieb ausgerüstet.
Ausgeliefert wurden die Lokomotiven mit zwei Spitzenlichtern, das dritte Spitzenlicht wurde später nachgerüstet.

## Trivia
Die Reihe 4061 bzw. 1046 wurde als Modell im Maßstab 1:87 (Nenngröße H0) zuerst von Klein Modellbahn hergestellt, weitere Modelle folgten von den Herstellern Rivarossi und Roco. Im Maßstab 1:160 (Nenngröße N) erschienen mehrere Versionen im Jahr 2015 unter der Marke Arnold von Hornby.

## Einsatzgebiete
- Österreichische Westbahn
- Österreichische Südbahn (Abschnitt Wien – Bruck an der Mur) bzw. Bahnstrecke Bruck an der Mur–Leoben
- Bahnstrecke Wien–Břeclav
- Franz-Josefs-Bahn
- Pressburger Bahn
- Pottendorfer Linie
- Rudolfsbahn (Abschnitt St. Michael – Amstetten)